# Damm förlag
Damm förlag, före 2006 Richters förlag AB eller  Egmont Richters förlag AB, var ett svenskt bokförlag, som sedan 2014 ingår i Massolit förlag.
Förlaget bildades av Gerlach Richter 1941 som ett dotterbolag till Hemmets Journals Förlag. Det var 1988–2007 en del av den danska mediakoncernen Egmont Media Group och ingick 2007–2014 i Forma Publishing Group.

## Exempel på utgivning
- Fyrmästarens dotter av Ann Rosman
- Danielle Steel
- Lee Child

## Varumärken
- Fickjournalen 1945-1963